# Bawburgh
Bawburgh est un village et une paroisse civile du Norfolk, en Angleterre. Il est situé dans la vallée de la Yare, à 8 km environ à l'ouest de la ville de Norwich. Administrativement, il relève du district du South Norfolk. Au recensement de 2011, il comptait 595 habitants.
Le village figure dans le Domesday Book sous le nom Bauenburc. Au Moyen Âge, l'église de Bawburgh est un lien de pèlerinage qui abrite les reliques de Walstan, un saint originaire de la région mort en 1016. Cette église, qui est un monument classé de grade I depuis 1959, fait partie des églises à clocher rond caractéristiques de la région d'Est-Anglie.